# Frenesí (canción)
Frenesí es un chachacha del compositor mexicano Alberto Domínguez Borrás (1911-1975). Compuesto originalmente para marimba, se hizo mucho más popular en su versión cantada.

## Algunos intérpretes
- Benny Moré
- Flans
- Artie Shaw
- Tommy Dorsey
- Eydie Gormé
- Glenn Miller
- Pérez Prado
- Cliff Richard
- Linda Ronstadt
- Frank Sinatra
- Caterina Valente
- Emilio Tuero
- Chet Baker
- The Shadows
- Duke Ellington
- Ray Charles
- Manu Dibango
- Benny Goodman
- Xavier Cugat
- Billo's Caracas Boys
- Los Panchos
- Plácido Domingo
- Oscar D'León
- Yordano
- El Consorcio
- Esteman
- Guadalupe Pineda
- Pedro Vargas
- Daniel Santos
- Fernando Fernández
- Ray Conniff
- Barbarito Díez
- Paulino Monroy y MC Davo

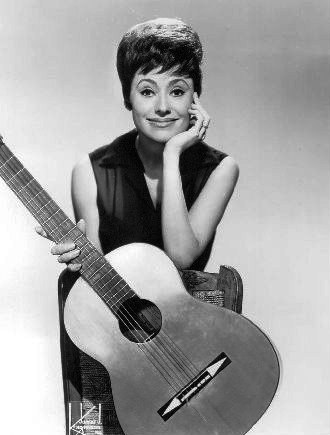
Caterina Valente

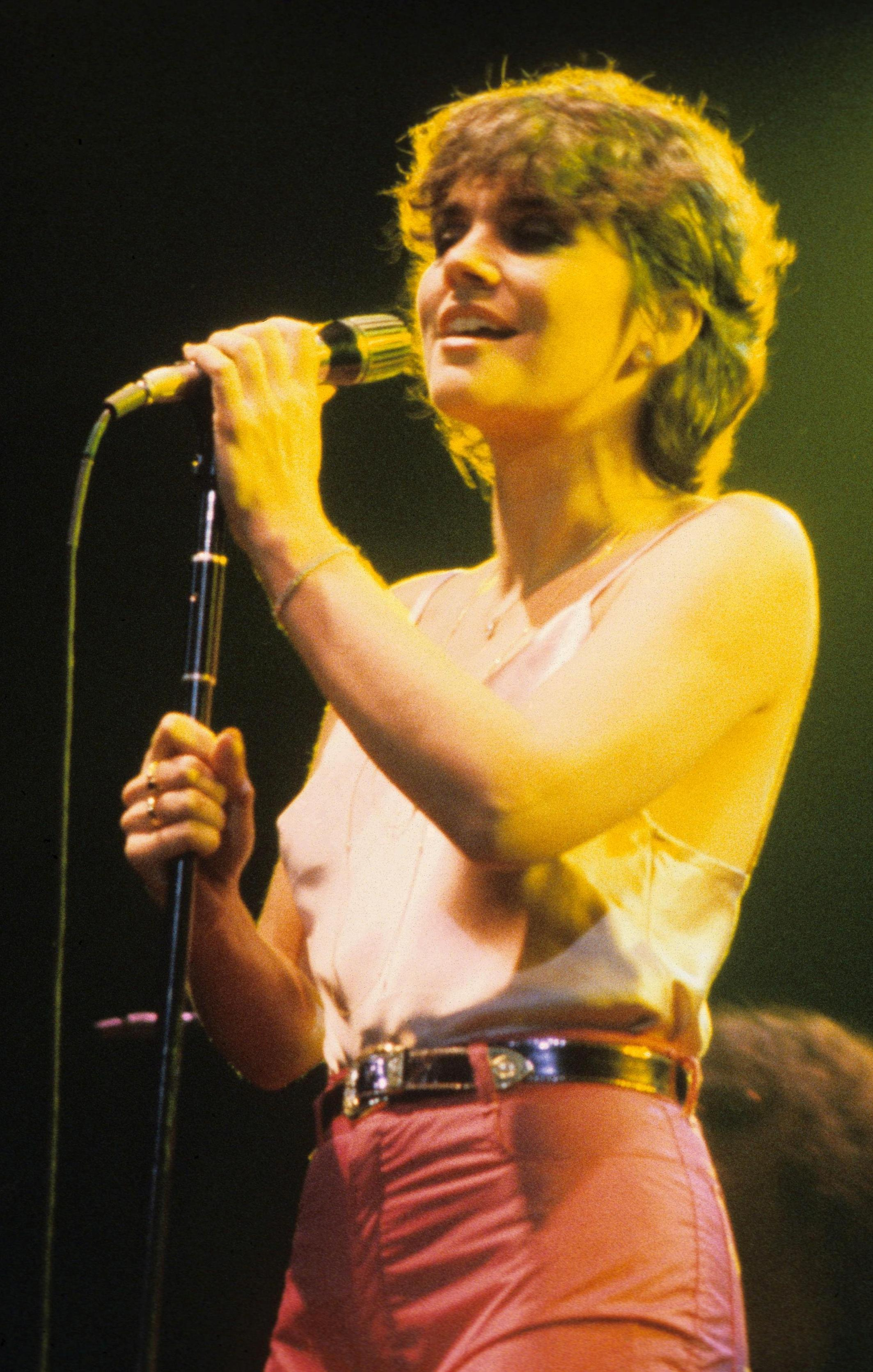
Linda Ronstadt

- Elsie Bayron con Tejada y su Gran Orquesta
- Natalie Cole